# Fotocel

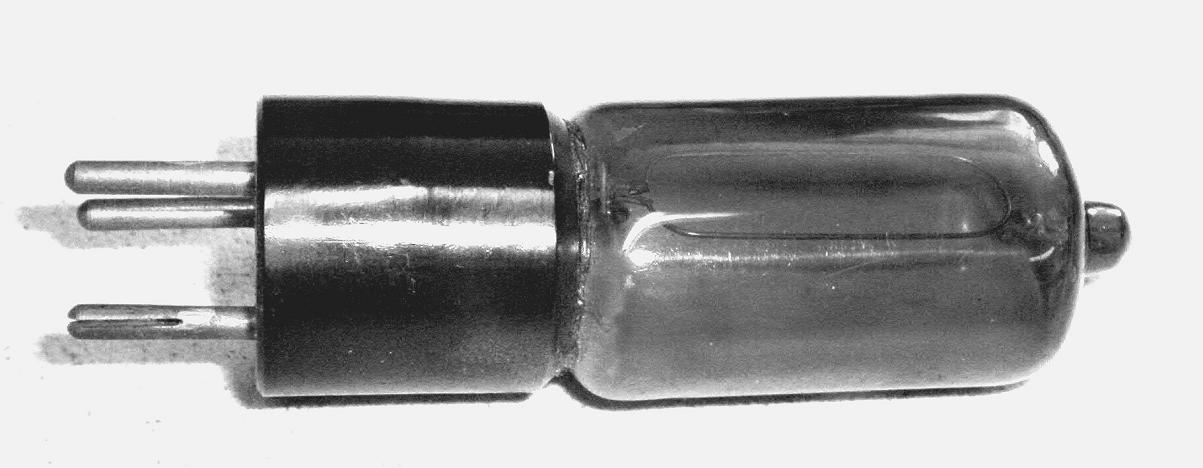
Fotocel, lengte 90 mm; de anode is een draadbeugel.

Een fotocel is een elektronenbuis voor stralingsdetectie. Een fotocel kan vacuüm of met gas gevuld zijn. De werking berust op het foto-elektrisch effect. In de fotocel is een anode en een koude kathode bedekt met een metaal met zeer kleine uittreearbeid, zoals cesium, waaruit door invallend licht elektronen vrijgemaakt worden. Binnen een bepaald bereik is de zo ontstane elektrische stroom naar de anode evenredig met de lichtsterkte (als de golflengte van het licht verder niet verandert). Een fotocel wordt ook gebruikt bij deuren om de bel te laten afgaan. 

## Toepassing
Fotocellen werden vroeger gebruikt in lichtsluizen, als lichtsensor en voor het aftasten van het geluidsspoor van bioscoopfilms. In deze toepassingen zijn ze tegenwoordig vervangen door de fotodiode en de fototransistor. In beeldversterkers en als onderdeel van fotomultiplicatoren wordt het principe van de fotocel nog toegepast.